# Espalmador
Espalmador (Spaans: Isla de Espalmador, Catalaans: S'Espalmador) is een eiland dat deel uitmaakt van de zuidelijke Balearen, behorend tot Spanje. De oppervlakte bedraagt 2,4 km². Het eiland ligt tussen Ibiza en Formentera, waarvan het door een smalle zeestraat - 'Es Trocadors' - wordt gescheiden. Bij laagtij verandert de zeestraat in een wad. Hierdoor is het mogelijk om het eiland te voet te bereiken, in theorie althans, want zonder boot is de oversteek verboden. Bestuurlijk maakt het eiland deel uit van het naburige Formentera.
De rotsige kustlijn met klippen wordt op enkele plaatsen onderbroken door zandstranden. De begroeiing bestaat uit maquis. Espalmador is onbewoond maar wordt in de zomer druk bezocht door dagjestoeristen en eigenaars van zeiljachten. De hagelwitte stranden, het kristalheldere water en de kleine lagune in het midden van het eiland vormen de voornaamste attractiepunten. Vooral de zuidelijk gelegen baai en het bijbehorend strand, de 'Platja de s'Alga', zijn populair.
Het eiland maakt deel uit van het natuurpark Ses Salines waardoor er strenge regels gelden.  
In de onmiddellijke omgeving van Espalmador bevinden zich twee onbewoonde rotseilanden: de 'Illa Castavi' en de 'Illa des Porcs'. Op een rots net voor de noordkust van het eiland staat de vuurtoren van 'Dels Penjats'.

## Eigenaar
Een deel van het eiland (57 van de 137 ha) is publieke ruimte, de rest privaat.  Het private gedeelte was tot maart 2018 eigendom van de Catalaanse architect Norman Cinnamond en zijn zus Rosy Cinnamond.  Hun grootvader had het in 1932 gekocht voor 42.500 peseta's, omgerekend zo'n 252 euro. Het domein stond te koop sinds 2015 voor 24 miljoen euro. De bedoeling was dat de plaatselijke overheden het eiland kochten maar de prijs was te hoog. In 2018 werd het domein voor 18 miljoen euro verkocht aan de Belgische familie Cigrang.

## Torre de sa guardiola
Op het eiland bevindt zich een wachttoren die deel uitmaakte van een verdedigingsgordel rond de zuidelijke Balearen. Deze toren, gebouwd tussen 1749 en 1750, is de oudste van de vijf verdedigingstorens van Formentera die gebouwd werden in de 18e eeuw om het eiland te beschermen tegen piraten.